# Anthropotechnik
Anthropotechnik (anthrop, griechisch: ἄνθρωπος, bedeutet Mensch) verfolgt das Ziel, Maschinen und technische Einrichtungen so auf die Eigenschaften, Möglichkeiten und Bedürfnisse des Menschen abzustimmen, dass beide hinsichtlich Leistung, Zuverlässigkeit und Wirtschaftlichkeit mit bestmöglichem Gesamtergebnis zusammenwirken (Interaktion).
Zu diesem Zweck befasst sich die Anthropotechnik mit den physischen und physiologischen Eigenschaften sowie den Denkprozessen des Menschen, denen sie mit naturwissenschaftlichen Methoden nachspürt. Es handelt sich demnach um ein interdisziplinäres Gebiet, das Erkenntnisse aus Physiologie, Psychologie (speziell Experimentalpsychologie), Arbeitsmedizin, Anthropometrie, Physik und Systemtechnik anwendet und in neue, dem oben genannten Ziel entsprechende Zusammenhänge bringt.
Wesentliches Anliegen der Anthropotechnik ist die Gestaltung der Schnittstelle zwischen Mensch und Maschine.